# Émile Masson senior
Pour les articles homonymes, voir Émile Masson (homonymie) et Masson.
Émile Masson, né le 16 octobre 1888 à Morialmé et mort le 25 octobre 1973 à Bierset, est un coureur cycliste belge.
Mineur de fond à 11 ans, il s'adonne au vélo à 21 ans. Il compte à son palmarès deux victoires finales au Tour de Belgique (1919 et 1923), une victoire au championnat de Belgique du contre-la-montre par clubs (1921), une victoire à Bordeaux-Paris (1923) et une victoire au Grand Prix Wolber (1923), ainsi que sept participations au Tour de France, qu'il a même terminé à la 5e place en 1920. En 1922, il remporte les 11e et 12e étapes du Tour de France. Doté d'une endurance exceptionnelle, il était cependant faible au sprint.
Il est également le père du coureur cycliste Émile Masson (1915- 2011).
Il est inhumé au cimetière de Bierset.

## Palmarès
- 1912
  - 5e étape du Tour de Belgique indépendants
  - 3e du Tour de Belgique indépendants
- 1913
  - 4e étape du Tour de Belgique
  - 2e du Tour de Belgique
- 1914
  - 2e de Bruxelles-Liège
  - 2e de l'Étoile Carolorégienne
- 1919
  - Tour de Belgique
    - Classement général
    - 5e étape

  - 2e de Paris-Bruxelles
  - 8e de Paris-Roubaix
- 1920
  - 4e du Tour des Flandres
  - 5e du Tour de France
- 1921
  - 2e du Tour de Belgique
  - 3e de Paris-Brest-Paris
  - 9e de Paris-Roubaix
- 1922
  - 4e étape du Tour de Belgique
  - 11e et 12e étapes du Tour de France
  - 3e de Bordeaux-Paris
  - 3e de Paris-Roubaix
  - 4e de Liège-Bastogne-Liège
- 1923
  - Bordeaux-Paris
  - Tour de Belgique
    - Classement général
    - 2e étape

  - GP Wolber
  - 2e du Tour de la province de Milan (avec Félix Sellier)
  - 2e de Liège-Malmédy-Liège
  - 5e de Liège-Bastogne-Liège
  - 6e du Tour des Flandres
  - 7e de Paris-Roubaix
- 1924
  - 2e de Bordeaux-Paris
  - 2e du Tour de la province de Milan (avec Félix Sellier)
- 1925
  - 7e de Paris-Roubaix

## Résultats sur les grands tours

### Tour de France
- 1913 : abandon (4e étape)
- 1919 : abandon (8e étape)
- 1920 : 5e
- 1921 : abandon (1re étape)
- 1922 : 11e, vainqueur des 11e et 12e étapes
- 1924 : abandon (5e étape)
- 1925 : 22e